# Онжије
Онжије (фр. Angiens) насеље је и општина у северној Француској у региону Горња Нормандија, у департману Приморска Сена која припада префектури Дјеп.
По подацима из 2011. године у општини је живело 553 становника, а густина насељености је износила 80,38 становника/km². Општина се простире на површини од 6,88 km². Налази се на средњој надморској висини од 87 метара (максималној 96 m, а минималној 59 m).

## Демографија
| 1962. | 1968. | 1975. | 1982. | 1990. | 1999. | 2011. |
| ----- | ----- | ----- | ----- | ----- | ----- | ----- |
| 435   | 538   | 522   | 527   | 602   | 625   | 553   |

График промене броја становника у току последњих година